# Di Derre
Di Derre ist eine norwegische Popband, die aus den Brüdern Jo Nesbø (Gitarre, Gesang) und Knut Nesbø (Gitarre) sowie Magnus Larsen jr. (Bass) und Espen Stenhammer (Schlagzeug) besteht. Die Gruppe entstand 1992. Nach dem Tod von Knut Nesbø im September 2013 übernahm Unni Wilhelmsen die Gitarre. 
Die Band bekam 1996 den Gammleng-Preis in der Klasse Popmusik.

## Diskografie

### Alben
| Jahr | Titel                   | Höchstplatzierung, Gesamtwochen, AuszeichnungChartsChartplatzierungen (Jahr, Titel, Platzierungen, Wochen, Auszeichnungen, Anmerkungen) | Anmerkungen |
| Jahr | Titel                   | NO | Anmerkungen |
| ---- | ----------------------- | --- | ----------- |
| 1994 | Jenter & sånn           | NO1 Gold · (41 Wo.)NO |             |
| 1995 | Den forrige – den derre | NO29 (4 Wo.)NO |             |
| 1995 | Den derre               | NO12 (5 Wo.)NO |             |
| 1996 | Gym                     | NO2 Platin · (11 Wo.)NO |             |
| 1998 | Slå meg på popmusikk    | NO12 (5 Wo.)NO |             |
| 2006 | Di beste med Di Derre   | NO4 (17 Wo.)NO |             |
| 2013 | Historien om et band    | NO7 Platin · (8 Wo.)NO |             |
| 2018 | Høyenhall               | NO19 (3 Wo.)NO |             |

Weitere Alben
- 1993: Den derre med Di Derre

### Singles
- 1992: 90-meters bakken (7″-Single)
- 1994: Jenter (NO: Platin)
- 1994: Rumba Med Gunn (1-2-3) (NO: Gold)
- 1995: Pen (Promo-Single)
- 1997: To fulle menn (Maxi-Single)
- 1998: 14 kvinner